# NGC 3459
NGC 3459 (również PGC 32782) – galaktyka spiralna (Sab), znajdująca się w gwiazdozbiorze Pucharu. Odkrył ją 5 stycznia 1887 roku Francis Leavenworth.